# Dictadura de Rafael Urdaneta
La dictadura de Rafael Urdaneta fue el período de la historia la Gran Colombia correspondiente con el ejercicio por el general venezolano Rafael Urdaneta de la Jefatura del Estado entre el 5 de septiembre de 1830 y el 30 de abril de 1831.
Simón Bolívar renunció a la presidencia de Colombia desde el inicio del Congreso Admirable, renuncia que fue aceptada hasta el 4 de mayo de 1830. Una vez concluido el Congreso Admirable, se había sancionado una nueva constitución en mayo de 1830 y se había elegido presidente al rico terrateniente Joaquín Mosquera y vicepresidente al militar de vieja data, Domingo Caycedo, no sin una considerable oposición.
De las nuevas condiciones implantadas por el órgano legislativo, surgió una sublevación que condujo a una nueva dictadura, esta vez en cabeza de Urdaneta, el 5 de septiembre de 1831, quien afirmó tomar el poder en nombre de Bolívar hasta su regreso, y depuso al vicepresidente Caycedo, quien estaba reemplazando a Mosquera.
Al morir Bolívar el 17 de diciembre de 1830, Urdaneta perdió el apoyo de los bolivarianos y su causa quedó sin fundamentos, presentándose enfrentamientos contra su gobierno, exigiéndose al exvicepresente Caycedo que regresara al poder, hecho que ocurrió hasta el 2 de mayo de 1831. Como Mosquera no quiso asumir el mando, Caycedo completó su período constitucional.
Después de haber aceptado el Convenio de Apulo, Urdaneta y otros oficiales que lo apoyaban fueron expulsados del país.

## La Gran Colombia
La Gran Colombia, oficialmente la República de Colombia, fue un Estado americano, creado por el Congreso de Angostura de 1819, mediante la Ley Fundamental de la República, y ratificada después por su contraparte Congreso de 1821, que unió a Venezuela y a Nueva Granada en una sola nación, a la que luego se adhirieron Panamá (1821), Quito y Guayaquil (1822). El término «Gran Colombia» se emplea por la historiografía para diferenciarla de la actual República de Colombia.
Esta república existió jurídicamente entre 1821 y 1831 y se configuró a partir de la unión de las entidades administrativas correspondientes a los anteriores Virreinato de la Nueva Granada, la Capitanía General de Venezuela, la Real Audiencia de Quito y el Gobierno de Guayaquil. Su superficie correspondía a los territorios de las actuales repúblicas de Colombia, Ecuador, Panamá y Venezuela, además de la Guayana Esequiba (parte de Guyana, actualmente en reclamación venezolana) y otros territorios en disputa con la República Federal de Centroamérica y el Reino de Mosquitia, el Imperio del Brasil (el territorio del noroeste) y el Perú (el territorio norteño) que luego de la disolución grancolombiana cada país exmiembro heredó como conflictos limítrofes.

## Preludio de la dictadura de Urdaneta

### Conspiración Septembrina
La Conspiración Septembrina fue un atentado contra la vida de Simón Bolívar, cuando se declaró dictador de la Gran Colombia, ocurrido en Bogotá el 25 de septiembre de 1828. Tres docenas de atacantes forzaron el ingreso a la medianoche al Palacio Presidencial comandados por el comandante Pedro Carujo y luego de asesinar a los guardias se dirigieron a la habitación de Bolívar, quien logró escapar por la ventana, con ayuda de Manuela Sáenz. Los atacantes fueron enfrentados por el General de Brigada Ramón Olivares, quien se encontraba en el lugar protegiéndolo.

### Guerra grancolombo-peruana
La guerra grancolombo-peruana, conocida en el Perú como la guerra con la Gran Colombia, fue un conflicto bélico entre la Gran Colombia (hoy los actuales países de Colombia, Ecuador, Panamá y Venezuela), representada por Simón Bolívar, y el Perú, representado por José de La Mar.
El origen del conflicto se encuentra en una disputa territorial que surgió al consolidarse las respectivas independencias de ambos países: la Gran Colombia reclamaba los territorios de Jaén de Bracamoros y Maynas según la Ley de División Territorial de la República de Colombia, los cuales el Perú consideraba como suyos siguiendo la Real Cédula de 1802 y la libre determinación de los pueblos; el Perú a su vez reclamaba el territorio de Guayaquil desde las guerras de independencia hispanoamericanas, por haber formado parte en otros tiempos del Virreinato del Perú.
La guerra se dividió en dos campañas: la naval y la terrestre. La naval resultó favorable al Perú, que bloqueó una pequeña parte del Pacífico de la Gran Colombia y ocupó Guayaquil, mientras que la terrestre resultó favorable a la Gran Colombia, en la cual el único relevante fue la batalla de Tarqui, aunque sin producirse la capitulación definitiva del Ejército Peruano.

### Congreso Admirable
Fue el último congreso de la Gran Colombia, el cual fue llamado Congreso Admirable por Simón Bolívar al estar conformado por los hombres más laureados de la Gran Colombia.
Bolívar convocó el congreso el 24 de diciembre de 1828 en proclama a los colombianos en la cual lo califica de 

«...la sabiduría nacional, la esperanza legítima de los pueblos y el último punto de reunión de los patriotas...».

El congreso se reunió entre el 20 de enero y el 11 de mayo de 1830 en Bogotá. Bolívar presenta al congreso su renuncia el día de la inauguración del congreso, el 20 de enero pero el congreso la rechaza argumentando que no está dentro de las facultades por las que fue convocado, la renuncia de Bolívar pudo ser aprobada hasta el 4 de mayo de 1830, una semana antes de proclamar el nuevo gobierno bajo la nueva constitución.
A la vez que el congreso sesiona recrudecen los esfuerzos separatistas en Venezuela fomentados por José Antonio Páez y la oligarquía caraqueña que lo apoya. Bolívar pide poderes dictatoriales al Congreso para entrevistarse con Páez en Mérida y remediar la crisis pero son denegados.
El 5 de mayo se promulga la constitución que establece a la Gran Colombia como un país con un sistema político republicano, con gobierno alternativo y estructura centralista, nombra presidente de la república a Joaquín Mosquera y vicepresidente a Domingo Caicedo y clausura sus sesiones el 11 de mayo.
| José Félix de Restrepo     | Diputados de Antioquia | José M. Cardenas        | Diputado de Buenaventura | Pedro Zambrano            | Diputados de Chimborazo | J.M. Ortega              | Diputado de Neiva     | Francisco J. Cuevas     | Diputados del Socorro | José M. Estévez                          | Obispo de Santa Marta                    |
| Juan de Dios Aranzazu      | Diputados de Antioquia | José L. Silva           | Diputado de Caracas      | Ramón Pizarro             | Diputados de Chimborazo | Raimundo Rodríguez       | Diputados de Pamplona | Salvador Camacho        | Diputados del Socorro | Antonio José de Sucre                    | Presidente Elegido                       |
| Pedro Briceño Mendez       | Diputado de Apure      | José María del Castillo | Diputados de Cartagena   | Pedro Dávalos             | Diputados de Chimborazo | Cruz Carrillo            | Diputados de Pamplona | Juan Nepomuceno Purra   | Diputados del Socorro | Simón Bolívar Presidente de la República | Simón Bolívar Presidente de la República |
| Juan Gual                  | Diputado de Barcelona  | Joaquín Gori            | Diputados de Cartagena   | Antonio Martines Pallares | Diputado de Imbabura    | José Cucalón             | Diputados de Pamplona | Andrés M. Gullo         | Diputados de Tunja    | Simón Bolívar Presidente de la República | Simón Bolívar Presidente de la República |
| José Miguel de Unda        | Diputado de Barinas    | José García del Rio     | Diputados de Cartagena   | José Féliz Valdivieso     | Diputado de Loja        | Ramón Vallarino          | Diputados de Pamplona | Juan Nepomuceno Escovar | Diputados de Tunja    | Simón Bolívar Presidente de la República | Simón Bolívar Presidente de la República |
| Estanislao Vergara Sanz    | Diputados de Bogotá    | Juan de Dios Mendez     | Diputado de Casanare     | Cayetano Ramirez          | Diputado de Manabí      | Pedro Antonio Torres     | Diputado de Pasto     | José Antonio Amaya      | Diputados de Tunja    | Simón Bolívar Presidente de la República | Simón Bolívar Presidente de la República |
| Jerónimo de Mendoza        | Diputados de Bogotá    | Rafael Hermoso          | Diputado de Coro         | J.M. Carreño              | Diputado de Maracaibo   | José M. de Arteta        | Diputado de Pichincha | Miguel Valenzuela       | Diputados de Tunja    | Simón Bolívar Presidente de la República | Simón Bolívar Presidente de la República |
| Agustín Gutierrez y Moreno | Diputados de Bogotá    | José Andrés Garcia      | Diputado de Cuenca       | José Posada Gutierrez     | Diputado de Mariquita   | Manuel María Quijano     | Diputado de Popayán   | José Sardá              | Diputado de Veraguas  | Simón Bolívar Presidente de la República | Simón Bolívar Presidente de la República |
| Miguel Tobar               | Diputados de Bogotá    | M. Santiago de Icaza    | Diputado de Guayaquil    | Eusebio María Canabal     | Diputado de Mompox      | Juan de Francisco Martin | Diputado de Riohacha  | Simón Burgos            | Secretario            | Simón Bolívar Presidente de la República | Simón Bolívar Presidente de la República |

### Separación de Venezuela, Ecuador y Panamá
Antes de realizarse el Congreso, en las ciudades de Valencia y Caracas se congregaron los días 23 y 25 de noviembre de 1829 unas asambleas populares destinadas a manifestar la opinión sobre la forma de gobierno que debía tener la república, el tipo de constitución y la forma de elecciones del presidente de la nación. Dichas asambleas acordaron la separación definitiva de Venezuela del gobierno de Bogotá y desconocimiento de la autoridad de Bolívar. Se convocó entonces a un congreso constituyente que se instaló en Valencia el 6 de mayo de 1830, que se caracterizó por su tendencia antibolivariana; dicho congreso de diputados confirmó a José Antonio Páez como presidente de Venezuela. Este declaró la total autonomía de Venezuela y promulgó el reglamento de elecciones para la reunión del congreso constituyente.

### Nombramiento de Joaquín Mosquera y Domingo Caycedo
| [[File:JoaquínMosquera2.jpg\|250px\|alt={{{Alt\|{{{descripción}}}]] | [[File:\|150px\|alt={{{Alt\|{{{descripción}}}]] |
| Mosquera.                                                           | Caycedo.                                        |

Caycedo, como presidente del Consejo de Ministros, ocupó la Presidencia de la República en reemplazo de Bolívar, quien dimitió ante el Congreso el 2 de marzo de 1830.
El 4 de mayo de ese mismo año, la nueva constitución obtenida por medio del Congreso Admirable estaba lista y fue sancionada por Caycedo el 15 de mayo de 1830, sin que el Congreso hubiera esperado el visto bueno de varias regiones. Luego el Congreso eligió presidente del país al protegido de Bolívar, Joaquín Mosquera y su vicepresidente  Caycedo. Bolívar apoyó a la dupla porque creía que Mosquera declinaría por enfermedad, esperando éste recobrar el poder en nombre de Mosquera.
Caycedo asumió la presidencia hasta el 15 de junio, cuando Mosquera llegó a Bogotá, dado que se encontraba en su natal Popayán en el momento de su designación.
Pese a la designación de Caycedo, había un grupo seguidores de Bolívar que pedía su regreso al gobierno; este grupo inicialmente estuvo encabezado por Juan de Francisco y García del Río, hecho que ocasionó disgustos por parte de muchos sectores. El problema escaló y el 18 de mayo de 1830 se insubordinaron en Bogotá dos batallones: Granaderos y Húsares de Apure, compuestos por soldados venezolanos, además por todo el país se reanudó agitación y revueltasː varias provincias se negaron a reconocer la nueva constitución, incluso algunas regiones habían pedido su anexión a naciones vecinas o proyectos separatistas.

## Gobierno de Urdaneta
| Secretariado          | Nombre                  | Periodo                          |
| --------------------- | ----------------------- | -------------------------------- |
| Relaciones Exteriores | Vicente Borrero         | 1831                             |
| Relaciones Exteriores | Juan García del Río     | abril-mayo de 1831               |
| Interior y Justicia   | Estanislao Vergara      | septiembre de 1830-abril de 1831 |
| Interior y Justicia   | José María del Castillo | mayo-junio de 1831               |
| Hacienda              | Jerónimo Gutiérrez      | septiembre de 1830-1831          |
| Guerra y Marina       | Joaquín París           | mayo-septiembre de 1830          |
| Guerra y Marina       | José Miguel Pey         | octubre de 1830-junio de 1831    |
| Guerra y Marina       | José María Obando       | junio de 1831                    |

Un grupo de militares se incluyeron al escenario: el Batallón Callo, el batallón más grande prácticamente por su tamaño casi que una división (1200 soldados) en cabeza del general Urdaneta entraron a formar parte y por orden del presidente Joaquín Mosquera fueron enfrentados pero sus tropas fueron derrotadas en El Santuario (Cundinamarca).  El presidente Mosquera no se mostró como un gobernante apto y perdió todo apoyo. El 4 de septiembre se retiraron del mando tanto el presidente, Mosquera, como el vicepresidente, Caycedo.
Popular es la frase que, en una carta íntima, le transmitió Bolívar desde Barranquilla en 1830, poco antes de su muerte: «El no habernos reconciliado con Santander nos ha perjudica a todos». Muerto Bolívar, Urdaneta propuso se convocase al pueblo para decidir sobre el Gobierno.

### Batalla de Papayal
Obando dejó una fuerte guarnición en Patía por si debía retirarse y pasó por El Tambo, Timbío y Popayán, donde recibió grandes muestras de apoyo. Entre tanto, el general Murgueitio, jefe militar de Cauca, había organizado 400 milicianos en Buga y Cauca y marchaba a unirse con el nuevo general, Pedro Murgueza, que estaba en las cercanías de Palmira. Este último no conocía bien el país y no sabía de los movimientos enemigos hasta que estos ocuparon Palmira y quedaron muy cerca de su campamento, interponiéndose entre él y Murgueitio. El jefe militar del departamento, dándose cuenta de la situación, retrocedió a Cartago pero sus milicianos se dispersaron en la retirada. Murgueza quedaba sólo con sus 400 soldados del batallón Cazadores, 130 jinetes del 2.° regimiento Húsares de Junín, 200 milicianos de Cali y 50 hombres de una compañía del batallón Vargas. En la cordillera Oriental estaba el coronel Joaquín Posada Gutiérrez, pero los constitucionalistas fingieron avanzar hacia él para hacerlo retroceder y así luego virar y encargarse de Murguitio.
Entre tanto, Obando y López consiguieron infiltrar agentes en una unidad enemiga, el batallón Cazadores de Bogotá, estableciendo contactos con su comandante, Vicente Bustamente. De hecho, tanto ese oficial como su unidad eran considerados poco fiables por Urdaneta y por ello se los envió tan lejos. Además, cuando un aparente rebelde desertor llamado Renfijo Palacios apareció en el campamento de Murgueza anunciándole la llegada de Obando a Palmira, el general no confió en él y lo dejó en custodia de Bustamante, pero en realidad había sido enviado a negociar con ese oficial. Poco después, los revolucionarios lograban capturar dos destacamentos de caballería dictatorial.
Cuando Murgueza se enteró de la retirada de Murgueitio, resolvió atacar al enemigo sin conocer bien sus fuerzas o posición. Así que decidió aproximarse durante la noche al campamento enemigo, pero su vanguardia, el batallón Cazadores, se dividió en dos partes por orden del capitán Nicolás Maidedo, quien secretamente había conspirado con Obando. Así, cuando los rebeldes se enteraron de esto, resolvieron atacar a los dictatoriales en la llanura abierta donde estaba la hacienda El Papayal a las 05:00 horas del 10 de febrero de 1831. Atacaron por el centro aprovechando la brecha dejada por Maidedo y aunque una compañía del Vargas con 200 milicianos de Cali liderados por el capitán Luis Quintero y el comandante Manuel José Collazos respectivamente intentaron resistir, se hicieron con el campo. El escuadrón de húsares, diezmado por los dos destacamentos perdidos el día anterior, intentó defender la retirada y reunión del Cazadores, pero acabó huyendo vencido. El mencionado batallón se negó a combatir. El general huyó con 12 húsares y 8 oficiales a Cali.

### Batalla de Abejorral

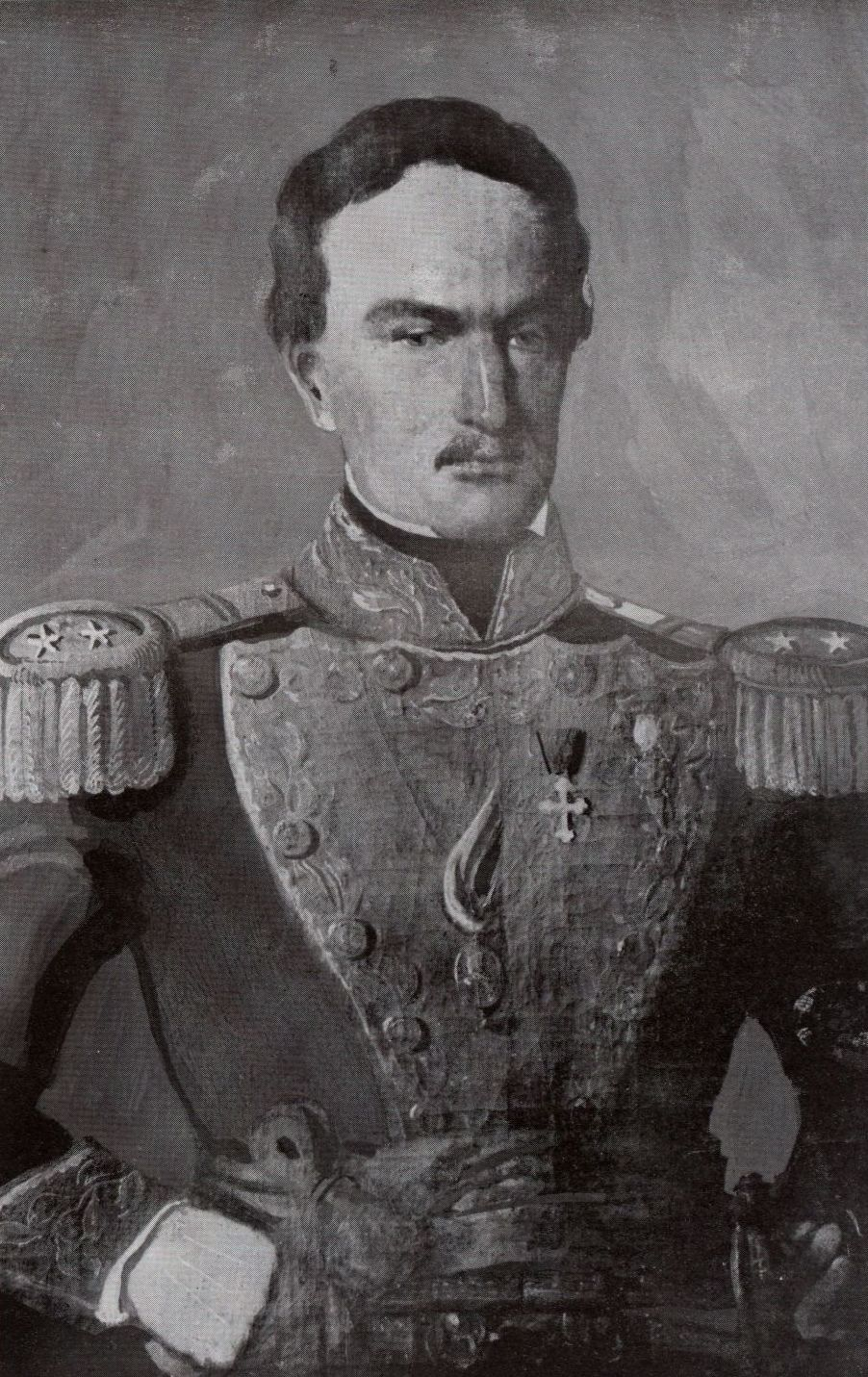
Carlo Castelli.

Los revolucionarios avanzaron hasta el Abejorral, donde el comandante Miguel Núñez intenta detenerlos con 200 hombres, pero los rebeldes consiguen flanquearlo. A pesar de la posición ventajosa de Núñez, tras un breve tiroteo, los dictatoriales se dispersaron y dejaron más de 60 prisioneros, 100 fusiles y 10.000 cartuchos. Al amanecer siguiente llegó Castelli, quien de inmediato atacó aprovechando que los constitucionalistas no acababan de perseguir a los vencidos el día anterior, atrincherándose detrás de las tapias del cementerio. Pero los revolucionarios ocuparon las posiciones que antes había ocupado Núñez y forzaron las defensas dictatoriales, haciendo que Castelli huyera sin ordenar el cese de fuego. Fue completamente vencido y toda su tropa y equipamiento fueron a manos de Córdoba.

### Batalla de Cerinza

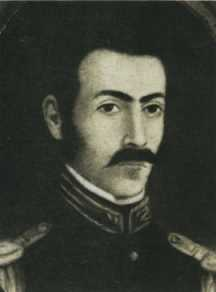
Juan Nepomuceno Moreno.

La Batalla de Cerinza fue un enfrentamiento militar —en el marco de la disolución de la Gran Colombia— librado el 26 de abril de 1831 entre las tropas constitucionales del general neogranadino Juan Nepomuceno Moreno y las dictatoriales del también general venezolano Justo Briceño, enviado por el General Rafael Urdaneta.
Rebeliones en todo el país fueron acorralando a Urdaneta hasta que el 15 de febrero de 1831, en Pore, el coronel José María Gaitán y el capitán José Manuel Lasprial proclamaron un nuevo levantamiento en Casanare. La asamblea allí reunida le pidió al general Moreno liderar un ejército llanero hacia la capital. Urdaneta todavía conservaba 5.000 veteranos en Tunja y Cundinamarca pero su situación era tan crítica que el 10 de enero una junta de personalidades de Bogotá le aconsejó convocar un congreso constituyente sin incluir a Ecuador ni Venezuela.

## Consecuencias

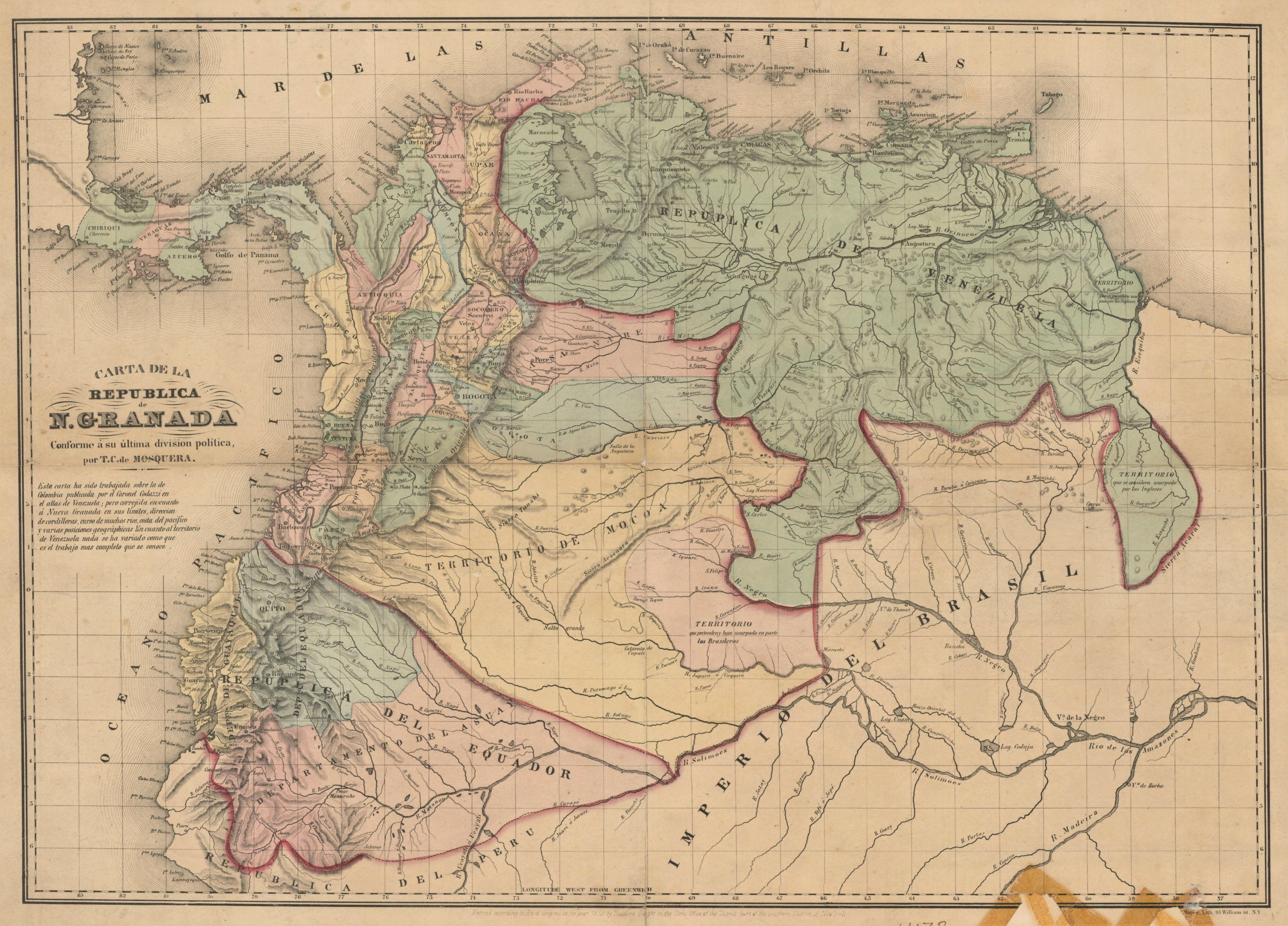
Repúblicas de Venezuela, Nueva Granada y Ecuador, surgidas tras la disolución grancolombiana.

Con Urdaneta fuera, las autoridades legislativas le regresaron el poder a Mosquera, quien había huido a Nueva York; por su parte, Caycedo se radicó en su hacienda de Saldaña. La ausencia de Mosquera obligó a que el 14 de abril de 1831 Caycedo, a solicitud de los jefes legitimistas, asumiera de nuevo el mando en Purificación. El 2 de mayo entró a Bogotá y, al día siguiente, el Consejo de Estado le encargó la presidencia en forma provisional.
Pese a que Caycedo le solicitó a Mosquera regresar a Colombia para que asumiera el mando, éste se negó porque consideraba poco útil gobernar cuando le quedaban pocos meses para completar su mandato, por lo que Caycedo fue proclamado presidente. El 7 de mayo, Caycedo convocó la Convención Granadina, la cual había de constituir la República. Esta se instaló el 20 de octubre y, a petición del presidente encargado, la Convención eligió como nuevo vicepresidente al general José María Obando, quien se posesionó, en su reemplazo el 23 de noviembre de 1831. En 1832 su gobierno convocó a una convención que aprobó la Constitución Política de 1832 y conformó la República de la Nueva Granada.